# بيري لينك
بيري لينك (بالإنجليزية: Perry Link)‏ هو عالم صينيات ومترجم أمريكي، ولد في 1944.